# Ian Paice
Ian Anderson Paice (nascut 29 de juny de 1948) és un músic anglès conegut sobretot per ser el bateria del grup de rock Deep Purple. D'ençà que Jon Lord en va plegar el 2002, és l'únic membre del grup que hi ha estat contínuament, i, per tant, és l'únic que ha tocat en tots els discos que ha publicat el grup.

## Primers anys
Ian Paice va tenir la primera bateria als quinze anys. Va començar a tocar en públic a finals dels anys 50 tocant la bateria al grup de música de ball del seu pare. El primer grup on va tocar s'anomenava Georgie & the Rave-Ons, que va canviar de nom a The Shindigs abans de treure el seu primer single, amb un Ian Paice de disset anys, i George Adams.

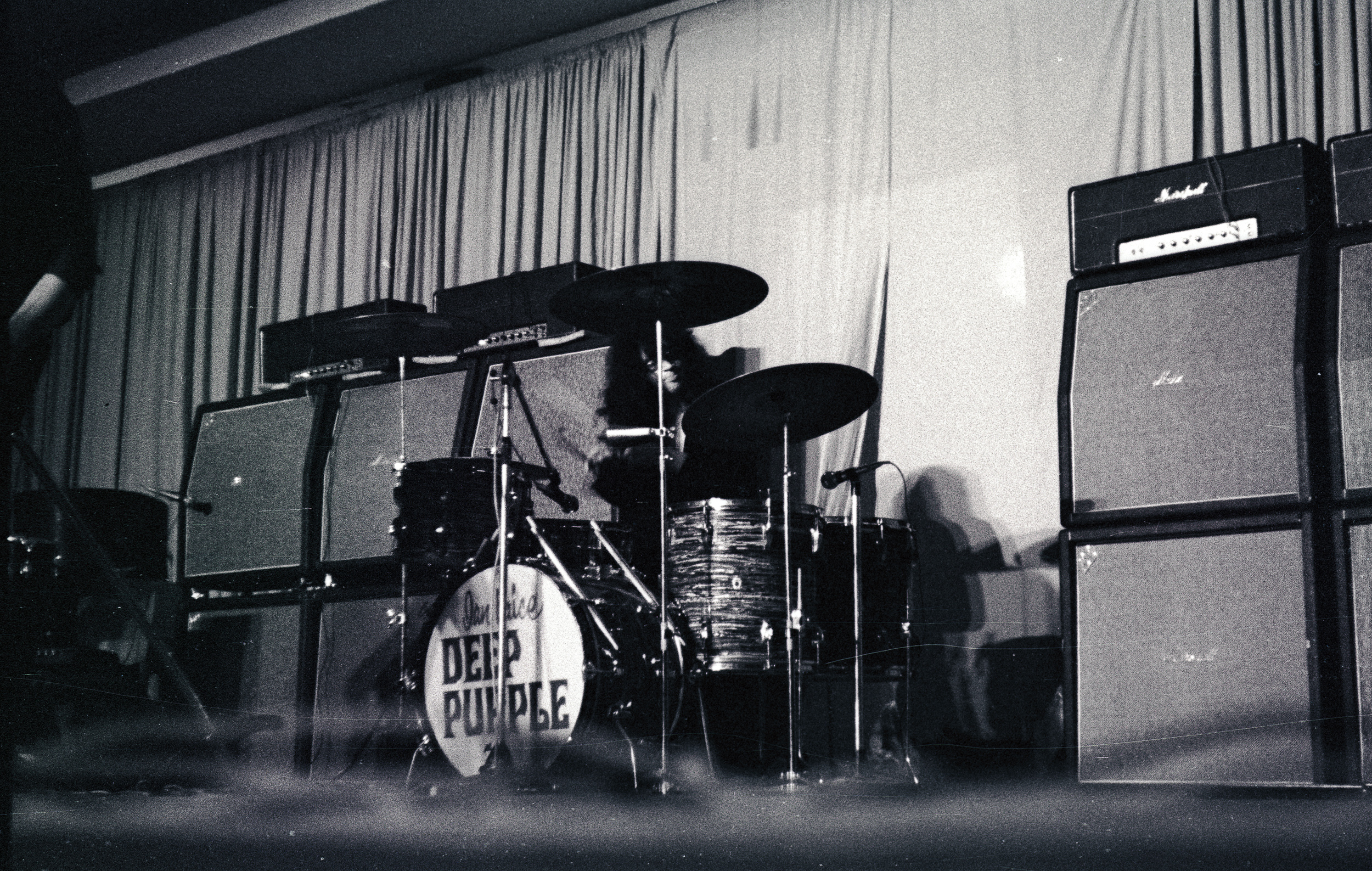
Deep Purple, Ian Paice el 1970

L'any 1966 Paice va ajuntar-se amb els The MI5, que aviat van canviar de nom a The Maze i van treure alguns singles, gravats principalment a Itàlia i a França. Al grup hi havia en Rod Evans, que, com Ian Paice, acabaria sent de la primera alineació de Deep Purple el febrer de 1968.
En aquesta època, Ian Paice també treballava sovint fent sessions per artistes diversos del productor Derek Lawrence.

## Whitesnake
Després de la separació de Deep Purple, Ian Paice va formar un nou supergrup, Paice, Ashton & Lord el 1976. El grup, que també comptava amb el cantant/pianista Tony Ashton, el teclista Jon Lord, el guitarrista/vocalista Bernie Marsden i el baix Paul Martinez va gravar un disc, Malice in Wonderland i només van fer cinc actuacions en directe. Es va suspendre el 1977, a mitja gravació del segon disc del grup. Més endavant, es van separar, segons es va dir, perquè Tony Ashton només se sentia bé tocant en directe en locals petits.
El 1979, David Coverdale li va demanar que s'ajuntés amb Whitesnake per la gira japonesa del disc Lovehunter. Es va quedar amb el grup els tres anys següents. Va tocar als discos de Whitesnake Ready an' Willing (1980), Live...in the Heart of the City (1980), Come an' Get It (1981) i Saints & Sinners (1982).
En aquesta època, a Whitesnake també hi tocava en Jon Lord, i per tant, tres membres de l'alineació Mark III de Deep Purple estaven a Whitesnake durant aquest període. Després de tenir algunes diferències musicals amb David Coverdale, Ian Paice va plegar de Whitesnake el 1982.

## Gary Moore Band
El novembre de 1982, Ian Paice va ajuntar-se amb Gary Moore per fer un sol disc ("Corridors of Power"). Va sortir tan bé, que el mànager de Moore va proposar la idea de muntar un grup amb Moore i Paice, amb el nom d'en Moore, de manera que ell gestionaria la part del negoci, i Paice tindria una participació significativa al grup.
La col·laboració va tenir èxit, i van produir un parell de discos, i gires extenses. Ian Paice va deixar el grup d'en Moore l'abril de 1984 per tornar amb Deep Purple, i encara hi continua.